# Desenvolvedora de segundos
Na indústria de jogos eletrônicos, uma desenvolvedora de segundos ou second-party é a que, enquanto sendo uma entidade separada de qualquer fabricante de console, é atada a um específico normalmente por contrato ou propriedade parcial e faz jogos especificamente daquele fabricante de console.
A característica de definição é que uma desenvolvedora de segundos é uma companhia completamente separada do fabricante, enquanto as consideradas desenvolvedoras de primeiros são uma "divisão" do próprio fabricante do console.
Uma desenvolvedora de segundos pode ser um estúdio interno. Por exemplo, Intelligent Systems, as desenvolvedores dos jogos originais de Metroid (bem como os jogos Fire Emblem, Paper Mario e Advance Wars), é um estúdio interno da Nintendo e por isso não é uma desenvolvedora de segundos. A Camelot Software Planning, desenvolvedora dos jogos Golden Sun, Mario Golf e Mario Tennis, é um exemplo de uma desenvolvedora de segundos.
O termo "desenvolvedora de segundos" é um termo de negócios oficial como "desenvolvedora de primeiros" e "desenvolvedora de terceiros", e é usado simplesmente para distinguir-se entre desenvolvedores de terceiros que desenvolvem jogos de vários consoles de videogame.